# مات تاتل
مات تاتل (بالإنجليزية: Matt Tuttle)‏ هو لاعب كرة قدم أمريكي في مركز الوسط، ولد في 11 نوفمبر 1987 في وينستون-سالم في الولايات المتحدة. لعب مع بيتسبورغ ريفرهوندز.